# Epeolus kristenseni
Epeolus kristenseni là một loài Hymenoptera trong họ Apidae. Loài này được Friese mô tả khoa học năm 1915.